# Boulevard of Broken Dreams
〈Boulevard of Broken Dreams〉는 미국의 록 밴드 그린 데이의 곡으로, 일곱 번째 스튜디오 음반 《American Idiot》(2004년)으로 녹음되었다. 리프리즈 레코드는 〈Boulevard of Broken Dreams〉를 《American Idiot》의 두 번째 싱글로 발매했다. 이 노래의 가사는 리드 싱어 빌리 조 암스트롱이 썼고, 음악은 밴드가 작곡했다. 프로듀싱은 롭 카발로와 그린 데이가 맡았다. 〈Boulevard of Broken Dreams〉는 그린 데이의 대표곡 중 하나로 남아 있다.